# Peribatodes obsoletaria
Peribatodes obsoletaria är en fjärilsart som beskrevs av Lenek 1951. Peribatodes obsoletaria ingår i släktet Peribatodes och familjen mätare. Inga underarter finns listade i Catalogue of Life.